# ورمزهیل
ورمزهیل (به انگلیسی: Wormshill) یک روستا و محله مدنی در بریتانیا است که در Maidstone واقع شده‌است. ورمزهیل ۲۰۱ نفر جمعیت دارد.